# 達克礁 (佛羅里達州)
達克礁（英語：Duck Key）是位於美國佛羅里達州門羅縣的一個人口普查指定地區。

## 地理
達克礁的座標為24°46′32″N 81°54′39″W / 24.77556°N 81.91083°W，而該地最高點為海拔高度1米（即3英尺）。

## 人口
根據2010年美國人口普查的數據，達克礁的面積為2.30平方千米，當中陸地面積為2.20平方千米，而水域面積為0.10平方千米。當地共有人口443人，而人口密度為每平方千米192人。